# Guilherme de Oliveira Martins
Guilherme Valdemar Pereira de Oliveira Martins (Lisbona, 22 settembre 1952) è un economista portoghese, Ministro delle finanze nel governo di António Guterres dal luglio 2001 all'aprile 2002.